# (469505) 2003 FE128
2003 أف إي 128 (ويعرف أيضًا باسم (469505) 2003 أف إي 128 وفق تسمية الكوكب الصغير) (بالإنجليزية: 2003 FE128)‏ هو كويكب ضمن حزام الكويكبات؛ وترتيبه 469505 من حيث الاكتشاف.
اكتُشف هذا الجُرم الفلكي بواسطة مارك ويليام بوي في 31 مارس 2003.

## وصلات خارجية
- (469505) 2003 FE128 في قاعدة بيانات مختبر الدفع النفاث لأجرام النظام الشمسي الصغيرة

- الاكتشاف · مخطط المدار ·  العناصر المدارية · المعلمات المادية

- (469505) 2003 FE128 على موقع ويكي سكاي: DSS2, SDSS, GALEX, IRAS, Hydrogen α, X-Ray, Astrophoto, Sky Map, Articles and images